# 孟家泉遗址
孟家泉遗址，位于中国河北省唐山市石庄村，为唐山市玉田县的一个全国重点文物保护单位，类型为古遗址，公布时间为1993年7月15日。
孟家泉遗址的历史年代为旧石器时代。